# Kós Károly (néprajzkutató)
Ifjabb Kós Károly (Sztána, 1919. augusztus 31. – Kolozsvár, 1996. február 29.) romániai magyar néprajzkutató, muzeológus, a Magyar Tudományos Akadémia külső tagja. A 20. század második felének meghatározó jelentőségű, sokoldalú erdélyi magyar néprajzkutatója, munkássága kiterjedt az anyagi kultúra és a társadalomnéprajz szinte valamennyi területére.

## Életútja
Idősebb Kós Károly (1883–1977) építész, grafikus, író és Balázs Ida negyedik gyermekeként látta meg a napvilágot. Testvére Kós Balázs (1912–1967) mezőgazdasági szakírónak, Kós András (1914–2010) grafikusnak és szobrászművésznek, illetve Koós Zsófia (1916–1990) színésznőnek.
1931-ben a kolozsvári református kollégiumban kezdte meg középiskolai tanulmányait, 1935-től 1939-ig pedig a sepsiszentgyörgyi Székely Mikó Kollégium diákja volt. 1939-ben a kolozsvári Református Teológiai Akadémiára iratkozott be, de 1940-től már a kolozsvári, illetve a budapesti tudományegyetem néprajz szakos hallgatója volt. A történelem és földrajz mellékszakokat a néprajzi jelenségek időbeni és térbeni jobb elhelyezése miatt választotta.
Már 1941-től az egyetemi néprajzi intézet gyakornokaként tevékenykedett. Bölcsészdoktori oklevelét 1944-ben szerezte meg Kolozsváron, disszertációját – Viski Károly és Gunda Béla tanítványaként – a kalotaszegi népi földművelés témaköréből írta. 1944 után a tudományegyetemen oktatott tanársegédként 1950-ig.  Ezzel párhuzamosan az Erdélyi Nemzeti Múzeum tudományos őreként a néprajzi tárat, az Erdélyi Kárpát-Egyesületben pedig a fényképtárat gondozta. 1951-től 1979-es nyugdíjazásáig az Erdélyi Néprajzi Múzeum igazgatóhelyettes osztályvezetője volt. Időközben 1951 és 1956 között akadémiai kutatóként, 1954 és 1959 között a kolozsvári magyar egyetemen a Románia néprajza és az egyetemes néprajz szaktárgyak előadó tanáraként tevékenykedett. 1970 és 1974 között a kolozsvári Ion Andreescu Képzőművészeti Főiskolán népművészetet és néprajzi grafikát oktatott.

## Munkássága
Tudományos érdeklődése elsősorban az erdélyi és moldvai magyarság tárgyi kultúrájára, valamint az erdélyi régió interetnikus kapcsolataira, az együtt élő népek történeti-kulturális kölcsönhatásaira irányult. Behatóan foglalkozott a hagyományos gazdálkodás és kézművesség egyes kérdéseivel (népi vadfogás, bivalytartás, kosarazó juhászat, ekés földművelés, kőfaragás, vasművesség, fazekasság, szűcsmesterség), a hagyományos táplálkozással, a településszerkezettel és a népi építészettel, valamint társadalom-néprajzi kutatásokkal (rokonsági és nemzetségi kapcsolatok, társas munkaszervezeti formák, települési önszerveződés, táji munkamegosztás, vásárok és árucsere). Átfogóan vizsgálta az erdélyi magyarság népviseleteit, a díszítőművészet egyes megnyilvánulási formáit (festett bútorok, guzsalyok, ivócsanakok, kályhacsempék, fejfák), valamint Szentimrei Judittal és Nagy Jenővel együtt magyarok lakta romániai néprajzi tájak (Kászon, Szilágyság, Kis-Küküllő mente, Moldva, Torockó) népművészetét. Az erdélyi magyar parasztság tárgyi világát funkcionálisan, történeti-táji összefüggéseiben vizsgálta, összehasonlító tárgytipológiai kutatásaiban az együtt élő népek közötti természetes kapcsolatrendszer, ember és táj, ember és ember közötti kölcsönhatások bizonyítékait kereste. Nagy tervét, a romániai magyarság néprajzának összefoglaló szintézisét nem váltotta valóra.
Mindemellett foglalkozott néprajzi kartográfiával is, 1970-től részt vett a Románia néprajzi atlasza gyűjtési és szerkesztési munkálataiban. Élete vége felé egyre inkább vonzották a magyar néprajzkutatás tudománytörténeti kérdései.
Muzeológusként az eltérő feladat- és gyűjtőkörű központi és tájmúzeumok, valamint a szabadtéri néprajzi múzeumok szervezésének, kutatóhellyé fejlesztésének elméleti és gyakorlati kérdéseivel foglalkozott. Noha az 1950-es–1960-as években keveset publikálhatott, pályája során önálló vagy társszerzős kötetei mellett mintegy háromszáz szaktanulmányt jelentetett meg, főként romániai és magyarországi tanulmánykötetekben, szakfolyóiratokban. 1976-tól a Népismereti Dolgozatok című kiadványsorozat alapító szerkesztője volt.

## Társasági tagságai és elismerései
Tudományos eredményei elismeréseként 1973-tól a Román Akadémia rendes, 1995-től a Magyar Tudományos Akadémia külső tagjává választották, emellett 1976-tól a Magyar Néprajzi Társaság tiszteletbeli tagja volt.

## Főbb művei
- Az Erdélyi Nemzeti Múzeum Néprajzi Tárának faekéi. Kolozsvár, Erdélyi Múzeum-Egyesület, 1947, 16 p. = Erdélyi Tudományos Füzetek
- A kalotaszegi kosarazó juhászat. Kolozsvár, k. n., 1947, 28 p. = Erdélyi Néprajzi Tanulmányok
- Mihez kezdjünk a természetben? Bukarest, Ifjúsági, 1968, 172 p.
- Népélet és néphagyomány. Bukarest, Kriterion, 1972, 273 p.
- Kászoni székely népművészet. Bukarest, Kriterion, 1972, 270 p. (Szentimrei Judittal és Nagy Jenővel)
- A vargyasi festett bútor. Kolozsvár, Dacia, 1972, 62 p.
- Szilágysági magyar népművészet. Bukarest, Kriterion, 1974, 229 p. (Szentimrei Judittal és Nagy Jenővel)
- Tájak, falvak, hagyományok. Bukarest, Kriterion, 1976, 385 p.
- Kis-Küküllő vidéki magyar népművészet. Bukarest, Kriterion, 1978, 316 p. (Szentimrei Judittal és Nagy Jenővel)
- Eszköz, munka, néphagyomány: Dolgozatok a munka néprajza köréből. Bukarest, Kriterion, 1979, 524 p.
- Moldvai csángó népművészet. Bukarest, Kriterion, 1981, 469 p. (Szentimrei Judittal és Nagy Jenővel)
- Erdély népi építészete. Budapest, Kelenföld, 1990, 335 p.
- Néprajzi képeskönyv Erdélyből. Budapest, Tárogató, 1994, 223 p.
- Népi földművelés Kalotaszegen. Debrecen, Györffy István Néprajzi Egyesület, 1999, 161 p.
- Studii de etnografie. București, Kriterion, 2000, 299 p.
- A Mezőség néprajza. Marosvásárhely, Mentor, 2000
- Torockói népművészet; többekkel; Kriterion, Kolozsvár, 2002
- Néprajz és muzeológia; szerk. Kós Béla; Kriterion, Kolozsvár, 2011
- Népi földművelés Kalotaszegen. 1941–1944. évi helyszíni gyűjtés alapján; Művelődés Egyesület–Szentimrei Alapítvány, Kolozsvár–Sztána, 2016 (Sztánai füzetek)